# Habrocestum speciosum
Habrocestum speciosum là một loài nhện trong họ Salticidae.
Loài này thuộc chi Habrocestum. Habrocestum speciosum được Wanda Wesołowska & Antonius van Harten miêu tả năm 1994.